# Offenbacher Kreuz
Het Offenbacher Kreuz is een knooppunt in het Rijn-Maingebied in de Duitse Deelstaat Hessen.
Het knooppunt vormt de verbinding tussen de A 661 (Taunusschnellweg) de aansluiting Oberursel-Nord-Egelsbach en de A 3 Nederlandse grens ten noordwesten van Emmerich am Rhein-Oostenrijkse grens ten zuidwesten van Passau en de B 3.

## Geografie
Het knooppunt ligt binnen de stadsgrens van Offenbach am Main. Nabijelegen steden zijn Neu-Isenburg, Frankfurt, Heusenstamm, Dietzenbach en Dreieich.
Het knooppunt ligt ongeveer 5 km ten zuiden van het centrum van Frankfurt, ongeveer 4 km ten zuidwesten van het centrum van Offenbach en ongeveer 20 km ten noorden van Darmstadt.

## Configuratie
knooppunt
Het is een klaverbladknooppunt met een parallelstructuur voor beide snelwegen.
Rijstrook
Nabij het knooppunt hebben beide snelwegen 2x3 rijstroken. Alle verbindingswegen hebben één rijstrook.De parallelrijbanen zijn wisselend enkel- en dubbelbaans.

## Verkeersintensiteiten
Dagelijks passeren ongeveer 215.000 voertuigen het knooppunt. Daarmee is het Offenbacher Kreuz na het Frankfurter Kreuz het drukste verkeersknooppunt van Hessen.
| Van                             | Naar                    | Gemiddeld aantal voertuigen per dag. |
| ------------------------------- | ----------------------- | ------------------------------------ |
| AS Frankfurt-Süd (A 3)          | Offenbacher Kreuz       | 150.700                              |
| Offenbacher Kreuz               | AS Obertshausen (A 3)   | 119.700                              |
| AS Offenbach-Taunusring (A 661) | Offenbacher Kreuz       | 95.100                               |
| Offenbacher Kreuz               | AS Neu-Isenburg (A 661) | 66.500                               |

## Richtingen knooppunt
| Aansluitende wegen                                                    | Aansluitende wegen                             | Aansluitende wegen                                          | Aansluitende wegen | Aansluitende wegen |
| --------------------------------------------------------------------- | ---------------------------------------------- | ----------------------------------------------------------- | ------------------ | ------------------ |
| richting Frankfurt-Sachsenhausen                                      |                                                | richting Offenbach / Frankfurt am Main Bad Homburg / Kassel |                    |                    |
|                                                                       |                                                |                                                             |                    |                    |
| richting Frankfurt am Main-Süd / Frankfurter Kreuz Wiesbaden / Keulen | richting Hanau / Neurenberg Würzburg / München |                                                             |                    |                    |
|                                                                       |                                                |                                                             |                    |                    |
|                                                                       |                                                | richting Egelsbach / Darmstadt                              |                    |                    |